# آندریاس بکر
آندریاس بکر (انگلیسی: Andreas Becker؛ زادهٔ ۸ مارس ۱۹۷۰) بازیکن هاکی روی چمن اهل آلمان بود.